# Бондалетов, Василий Данилович
Васи́лий Дани́лович Бондале́тов (26 сентября 1928, с. Самовольно-Ивановка, Самарская область — 11 октября 2018, Пенза) — советский и российский лингвист-русист, доктор филологических наук, профессор, заслуженный деятель науки РСФСР.

## Биография
В 1948 году окончил Куйбышевский педагогический институт, затем аспирантуру там же. В 1951 году, в возрасте 23 лет, защитил кандидатскую диссертацию на тему «Говор с. Самовольно-Ивановки Алексеевского района Куйбышевской области (К вопросу об отношении территориальных диалектов к национальному языку)».
С 1952 года — старший преподаватель, с 1956 — доцент ПГПИ. В 1966 году защитил докторскую диссертацию «Условно-профессиональные языки русских ремесленников и торговцев». С 1967 года — заведующий кафедрой русского языка, профессор.

## Научные интересы
Область научных интересов — история и теория языкознания, социальная лингвистика, стилистика, диалектология (территориальная и социальная), ономастика, славистика (работы публиковались в авторитетных отечественных и зарубежных изданиях). Участник более 50 Международных конгрессов, съездов, научных конференций с докладами на общелингвистические, славистические и ономастические темы (Румыния, Чехословакия, Финляндия, Болгария, Венгрия, Германия, Польша, СССР, Россия, Украина, Югославия и др.).
Им открыт новый тип яканья, составлена первая карта распространения восточнославянских и западнославянских арго, предложена типология социальных диалектов, составлена самая крупная в мире картотека слов-арготизмов, опубликовано более 20 словарей русских арго, написаны пособия по социолингвистике и ономастике, признанные классическими, предложен количественно-качественный метод сравнения именников разных народов и хронологических срезов, написаны учебные программы по стилистике, филологическому анализу текста, ономастике, новаторские разделы в пособиях по старославянскому языку, истории русского языка, диалектологии; он участвует в подготовке и защитах кандидатских (более 30 аспирантов) и докторских диссертаций.

## Награды
Заслуженный деятель науки РСФСР (1991); награждён орденом Дружбы народов, медалями Почётный профессор ПГПУ (1995), Почётный работник высшего образования России (1998), Высшей национальной наградой в сфере образования — медалью ордена имени А. С. Макаренко (2008), отмечен многими значками Министерства просвещения РСФСР, Министерства образования СССР, юбилейными медалями и грамотами. Действительный член Международной академии наук экологии и безопасности жизнедеятельности (МАНЭБ, — с 1999), академик Международной академии Сан Марино. В 2001 ему объявлена благодарность Министерства образования Российской Федерации за участие в конкурсе на соискание премии Президента Российской Федерации с проблемной темой «Интеграция науки и образования в сотворчестве учёного и студента».

## Основные работы
Автор 615 публикаций, среди которых более 20 книг научного и учебного характера, в том числе:
- Русская ономастика: Учеб. пособие. — М.: Просвещение, 1983. — 224 с. — 45 000 экз.
- Социальная лингвистика: Учеб. пособие. — М.: Просвещение, 1987. — 160 с.
- Условные языки русских ремесленников и торговцев [Вып. I], [Вып. II]. — Рязань, 1974, 1980
- Арготическая лексика в диалектологических словарях русского языка // Слово в русских народных говорах. — Л., 1968,
- Греческие элементы в условных языках русских торговцев и ремесленников // Этимологические исследования по русскому языку. — М, 1972,
- Греческие заимствования в русских, украинских, белорусских и польских арго // Этимология. — 1980. — М., 1982
- Иноязычная лексика в русских арго. — Куйбышев, 1990
- Тюркские заимствования в русских арго. — Самара, 1991
- Финно-угорские заимствования в русских арго. — Самара, 1992
- Типология и генезис русских арго. — Рязань, 1987
- Арготизмы в словарях русского языка. — Рязань, 1987
- Сборник упражнений по русской диалектологии. — М., 1980
- Вопросник для собирания космонимов Поволжья. М., 1982.
- Социальная лингвистика: учебное пособие. — Рязань, 1984.
- Стилистика русского языка. — Л., 1982, 1989.
- Сборник упражнений по стилистике русского языка. — Л., 1983, 1989.
- А. Н. Гвоздев и лингвогеография пензенского края. — Пенза-Самара, 1997.
- В. И. Даль и тайные языки в России. — М., 2004, 2005, 2007.
- Бондалетов В. Д., Хроленко А. Т. Теория языка (учебное пособие). — 2-е изд., испр. и доп. — Москва: Флинта, 2006. — 528 с.
- Сравнительно-типологическое изучение социальных диалектов (на материале славянских и других индоевропейских языков) // Actes du X-е Conngres Intemational des Linguistes; Bucarest, 28 VIII-2 IX 1967. — Bucarest. Ed. de L’ Acad. de la Répub. Soc. de Roumanie, 1969. I — S. 655—657. Der russische Vornamenschatz, seine Zusammensetzung, statistische Struktur und die Besonderheiten seiner Veranderung. Mannliche Vornameп // Zeitschrift für Slavistik. 1972. — Band XVII. Heft I. Academieverlag. — Berlin
- Мордовская антропонимия в сопоставлении с русской: происхождение, состав, функционально-статистическая структура // Congressus septimus intemationalis fenno-ugristarum. Linguistica. — Debrecen, 1990.
- Бондалетов В. Д. Ономастика и социолингвистика / В. Д. Бондалетов // Антропонимика. М.: Наука, 1970. — С. 17 — 23.
- Бондалетов В. Д., Данилина Е. Ф. Средства выражения эмоционально-экспрессивных оттенков в русских личных именах Текст. // Антропонимика. М.: Наука, 1970. — С. 194—200.
- Бондалетов В. Д. Русский именник, его состав, статистическая структура и особенности изменения (мужские и женские имена) // Ономастика и норма. — М.: Наука, 1976. — С. 12-46.
- Современная проблематика антропонимических исследований в СССР // XVII-th Intemational kongress of onomastic sciences. Abstracts. — Helsinki. Suomi-Finland. August 13-18, 1990
- Арготическое слово и его перевод (семантизация) средствами литературного языка // Slowo. Tekst. Szas. Materialy V Międzynarodowej Konferencji Naukowej (Szczecin 8-9 czerwca 2000 r.) / pod redakcją Michaiła Aleksiejenki. — Szczecin, 2001. Zur Erforschung der Toponymie im Raum Samara. // Beitrage zur Namenforschung. Neue Folge. — Heidelberg: Universitatsverlag. Band 32 (1997) и др.
- Бондалетов В. Д. Старославянский язык: Практикум / В. Д. Бондалетов, Н. Г. Самсонов, Л. Н. Самсонова. — Изд. 3-е. — М.: Флинта; Наука, 2003. — 312 с. — 3000 экз. — ISBN 5-89349-265-X, ISBN 5-02-011774-9.